# Saiga
Saiga (Saiga tatarica) é uma espécie de antílope que originalmente habitava uma vasta área da zona de estepes da Eurásia, do sopé das montanhas dos Cárpatos, além de regiões do Cáucaso, da Zungária e da Mongólia. Eles também viveram na região da Beríngia, entre a Ásia e a América do Norte, durante o Pleistoceno. É a única espécie integrante do gênero Saiga.

## Características
A característica que mais se faz notar na saiga é o seu nariz flexivel parecido com o do elefante que serve para aquecer o ar no inverno e impedir a inalação de poeiras e areias. A saiga mede de 0,6 a 0,8 metros até ao ombro e pesa entre 36 e 63 kg. Vivem de 6 a 10 anos. Os machos são maiores do que as fêmeas e só eles apresentam chifres. Geralmente um macho possui um harém de 5 a 50 fêmeas.[carece de fontes?]

## Distribuição

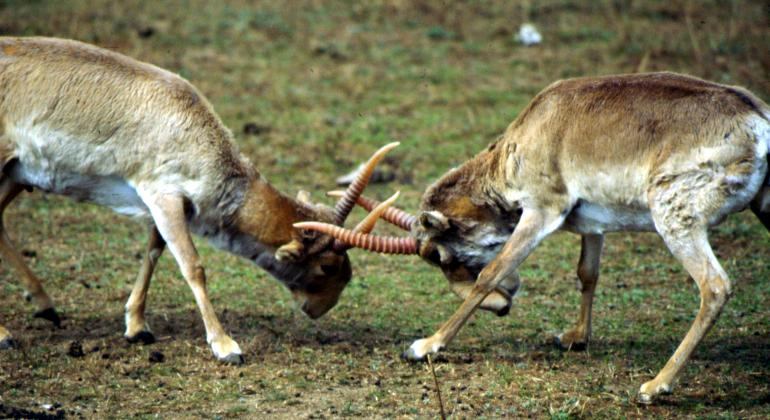
Dois saigas durante uma luta

Durante o último período glacial, a presença da espécie saiga abrangia os territórios das Ilhas Britânicas, da Ásia Central, do Estreito de Bering, no Alasca, e de Yukon e dos Territórios do Noroeste, no Canadá. Na era clássica eles aparentemente eram considerados um animal característico da região da Cítia, a julgar pela descrição do historiador Estrabão de um animal chamado "Kolos" e que tinha o tamanho que variava "entre o de um veado e de um bode" e que ele acreditava que bebia pelo nariz. No início do século XVIII, o saiga ainda estava distribuído nas margens do Mar Negro, no sopé das montanhas dos Cárpatos, no extremo norte do Cáucaso, na Zungária e na Mongólia.
Depois de um rápido declínio na década de 1920, em que eles foram quase completamente exterminados, os saigas conseguiram se recuperar. Em 1950, dois milhões deles ainda eram encontrados nas estepes da União Soviética. Sua população diminuiu drasticamente após o colapso da URSS devido à caça descontrolada e à procura de chifres para uso na medicina chinesa. Alguns grupos de conservação, como o World Wildlife Fund, chegaram inclusive a incentivar a caça desta espécie, visto que seu chifre era visto como uma alternativa para o do rinoceronte.
Atualmente, a população do animal têm diminuído enormemente novamente - cerca de 95% em 15 anos - e o saiga é classificado como uma espécie em perigo crítico pela IUCN. Um número total estimado de 50 mil saigas sobrevivem hoje em Kalmykia, em três regiões do Cazaquistão e em duas áreas isoladas da Mongólia. Outra pequena população vive em uma região da Rússia e continua sob ameaça extrema.

## Conservação
O chifre do antílope saiga é usado na medicina tradicional chinesa e pode valer cerca de 150 dólares. A demanda pelos chifres tem dizimado a população do animal na China, onde o antílope saiga é uma das espécies protegidas, sendo sua caça e contrabando ilegais.
Sob os auspícios da Convenção sobre Espécies Migratórias de Animais Silvestres (CMS), também conhecida como a Convenção de Bona, o "Memorando de Entendimento (MoU) Referente à Conservação, Restauração e Uso Sustentável do Antílope Saiga" foi concluído e entrou em vigor 24 de setembro de 2006. O declínio do saiga é um dos mais rápidos colapsos populacionais de grandes mamíferos recentemente observado, sendo que o "Memorando de Entendimento" visa a reduzir os níveis de exploração atuais e a restaurar a população desses animais nômades,  que vivem nas estepes da Ásia Central.

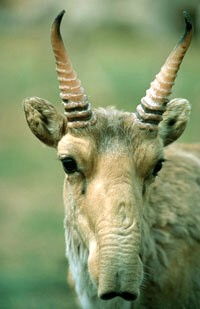
Detalhe da cabeça de um saiga.

Em junho de 2014, funcionários de alfândega chineses que trabalhavam na fronteira com o Cazaquistão descobriram 66 caixas contendo 2 351 chifres de antílope saiga, carga estimada em 11 milhões de dólares. A esse preço, cada chifre custaria mais de 4 600 dólares.

### Epidemia de 2015
Em maio de 2015 um grande número de saigas começaram a morrer de uma doença misteriosa suspeita de ser a pasteurelose. A mortalidade do rebanho é de 100% depois de infectado, sendo que estima-se que 40% da população total da espécie já esteja morta. Mais de 120 mil carcaças haviam sido encontradas no fim de maio, enquanto que a população total estimada era de apenas 250 mil indivíduos no mundo todo. Em novembro de 2015 estimava-se que mais de 70% dos indivíduos da espécie morreram e as causas não haviam sido descobertas.
O mesmo fenômeno também tinha sido observado em maio de 1998, quando 270 mil animais morreram. Em Maio de 2010, o mesmo problema aconteceu, de forma menos intensa, com a morte de 12 mil antílopes de um rebanho de 26 mil. O facto de os três surtos terem acontecido na mesma época do ano chamou a atenção dos investigadores. A causa da morte foi a infecção pelas bactérias Pasteurella multocida tipo B, que causa septicemia hemorrágica, mas não se sabia como é que uma bactéria que vivia dentro dos próprios antílopes, sem causar problemas, de repente os matava a um ritmo assustador. É que a união de vários fatores que, individualmente, não trariam problemas para os animais, causou a mortalidade observada. Os investigadores conseguiram determinar a principal condição para que a bactéria se torne mortal: um clima mais quente e úmido do que o habitual. Isto causa uma invasão das bactérias na corrente sanguínea dos animais e, consequentemente, a morte. Além disso, o mês de maio é quando estes animais têm as suas crias que nascem com o maior tamanho, em proporção à mãe, entre todos os mamíferos com cascos. Isso significa que as mães estão exaustas fisicamente, devido à gestação e ao parto, e que os recém-nascidos são mais vulneráveis à doença.